# Cuchillo Parado
Cuchillo Parado es una localidad del estado mexicano de Chihuahua, en el municipio de Coyame del Sotol. 

## Historia
Es considerada como la Cuna de la Revolución Mexicana, pues el 14 de noviembre de 1910 se levantó ahí en armas Toribio Ortega y Porfirio Ornelas, adelantándose en seis días la fecha del levantamiento propuesta en el Plan de San Luis por Francisco I. Madero.
Para honrar la vida de esos 60 caudillos que entregaron su vida por una causa justa y Revolucionaria al lado del  general  Toribio Ortega, el congreso local año con año y conforme a lo dispuesto, sesionará en el lugar acorde al plan diario.

## Localización y demografía
Cuchillo Parado se encuentra localizado en el Desierto de Chihuahua y a la rivera del Río Conchos, es en la actualidad, una pequeña población dedicada a la pequeña agricultura de temporal,  se encuentra comunicada por un camino asfaltado de 11 kilómetros con la Carretera Federal 16 Chihuahua-Ojinaga, otras de sus actividades económicas se encuentra la ganadería, producción de sotol y de diversas fibras obtenidas de las plantas del desierto, sin embargo, en la actualidad la mayor parte de la población, sobre todo las generaciones más jóvenes han emigrado en busca de mejores oportunidades de empleo y estudio.
En tiempos recientes, Cuchillo Parado se ha convertido en una localidad turística, pues de ella salen las expediciones que bajan en bote los rápidos del Río Conchos a través del Cañón del Pegüis.
También a se ha contribuido con algo de minería, los minerales que se han encontrado son Plata, Cobre y Plomo, aunque en la actualidad no se sigue  con ese ramo, pero hay rumores de que hay más minerales que encontrar ahí.
La Presa del Granero en un principio se planeó construir ahí, pero se vio que el terreno no era muy sólido y se construyó en el Granero, una de las razones por las que no se construiría ahí fue también porque ahí hay un yacimiento de sal que todavía no se ha explotado